# كيم يون كيونغ
كيم يون كيونغ (هانغل: 김은경) مواليد 3 سبتمبر 1991، هي لاعبة كرة يد كورية جنوبية تلعب كظهير أيسر. مثلت منتخب كوريا الجنوبية لكرة اليد للسيدات.

## سجل المنافسة
شاركت في البطولات التالية:
- بطولة العالم لكرة اليد للسيدات 2013